# Йохан Лудвиг фон Лайнинген-Вестербург
Йохан Лудвиг фон Лайнинген-Вестербург (на немски: Johann Ludwig von Leiningen-Westerburg; * 1625; † 18 април 1665, Оберброн в Елзас) е граф на Лайнинген-Вестербург-Оберброн-Нойлайнинген и Форбах.

## Произход и наследство
Той е син на граф Лудвиг Емих фон Лайнинген-Вестербург (1595 – 1635) и съпругата му графиня Естер фон Еберщайн (1603 – 1682), дъщеря на граф Йохан Якоб II фон Еберщайн (1574 – 1638) и първата му съпруга Мария Юлиана фон Крихинген († 1608).
Йохан Лудвиг умира на 18 април 1665 г. в Оберброн, Елзас, Франция. Наследен е от дъщерите му. София Сибила наследява от баща си 2/3 от господството Оберброн в Елзас, а нейната сестра Естер Юлиана (1655 – 1709) наследява 1/3.

## Фамилия
Йохан Лудвиг се жени 1651 г. за Сибила Кристина фон Вид (* 1 април 1631; † 11 октомври 1707), дъщеря на граф Херман II фон Вид-Рункел (1581 – 1631) и графиня Юлиана Доротея фон Золмс-Хоензолмс (1592 – 1649). Те имат седем деца:
- Албрехт Лудвиг (* 1641)
- Йохан Лудвиг († 28 август 1653)
- Естер Юлиана (* 1656; † сл. 18 май 1709), омъжена за Лудвиг, барон фон Синклер († 1738)
- София Сибила (* 14 юли 1656; † 13 април 1724), омъжена I. 1678 г. за граф Йохан Лудвиг фон Лайнинген-Дагбург-Фалкенбург в Гунтерсблум (1643 – 1687), II. на 15 ноември 1691 г. в Хомбург за ландграф Фридрих II фон Хесен-Хомбург (1633 – 1708)
- Луиза Кристина (* 1657)
- Йохан Фридрих († 1659)
- Фридрих Ернст (* 166?; † млад)